# Graham Arnold
Graham James Arnold (Sydney, 3 agosto 1963) è un allenatore di calcio ed ex calciatore australiano, di ruolo attaccante, commissario tecnico della nazionale di calcio dell'Iraq.
È stato commissario tecnico della nazionale di calcio australiana dal 2006 al 2007 e dal 2018 al 2024. Dal 16 maggio 2025, ha assunto la guida della nazionale di calcio dell'Iraq

## Statistiche

### Statistiche da allenatore

#### Nazionale australiana
Statistiche aggiornate al 10 settembre 2024.
| Squadra   | Naz                  | dal            | al                | Record | Record | Record | Record | Record | Record | Record | Record     |
| Squadra   | Naz                  | dal            | al                | G      | V      | N      | P      | GF     | GS     | DR     | % Vittorie |
| --------- | -------------------- | -------------- | ----------------- | ------ | ------ | ------ | ------ | ------ | ------ | ------ | ---------- |
| Australia | Australia (bandiera) | 21 luglio 2006 | 6 dicembre 2007   | 8      | 2      | 3      | 3      | 12     | 10     | +2     | 25,00      |
| Australia | Australia (bandiera) | 16 luglio 2018 | 20 settembre 2024 | 57     | 35     | 7      | 15     | 117    | 50     | +67    | 61,40      |
| Totale    | Totale               | Totale         | Totale            | 65     | 37     | 10     | 18     | 129    | 60     | +69    | 56,92      |

#### Panchine da commissario tecnico della nazionale australiana
| Cronologia completa delle presenze e delle reti in nazionale ― Australia | Cronologia completa delle presenze e delle reti in nazionale ― Australia | Cronologia completa delle presenze e delle reti in nazionale ― Australia | Cronologia completa delle presenze e delle reti in nazionale ― Australia | Cronologia completa delle presenze e delle reti in nazionale ― Australia | Cronologia completa delle presenze e delle reti in nazionale ― Australia | Cronologia completa delle presenze e delle reti in nazionale ― Australia   | Cronologia completa delle presenze e delle reti in nazionale ― Australia |
| Data                                                                     | Città                                                                    | In casa                                                                  | Risultato                                                                | Ospiti                                                                   | Competizione                                                             | Reti                                                                       | Note                                                                     |
| ------------------------------------------------------------------------ | ------------------------------------------------------------------------ | ------------------------------------------------------------------------ | ------------------------------------------------------------------------ | ------------------------------------------------------------------------ | ------------------------------------------------------------------------ | -------------------------------------------------------------------------- | ------------------------------------------------------------------------ |
| 7-10-2006                                                                | Brisbane                                                                 | Australia                                                                | 1 – 1                                                                    | Paraguay                                                                 | Amichevole                                                               | Tony Popović                                                               | Cap: L. Neill                                                            |
| 6-2-2007                                                                 | Londra                                                                   | Australia                                                                | 1 – 3                                                                    | Danimarca                                                                | Amichevole                                                               | Brett Emerton                                                              |                                                                          |
| 30-6-2007                                                                | Singapore                                                                | Singapore                                                                | 0 – 3                                                                    | Australia                                                                | Amichevole                                                               | 2 Mark Viduka Harry Kewell                                                 | Cap: L. Neill                                                            |
| 8-7-2007                                                                 | Bangkok                                                                  | Australia                                                                | 1 – 1                                                                    | Oman                                                                     | Coppa d'Asia 2007 - 1º turno                                             | Tim Cahill                                                                 | Cap: L. Neill                                                            |
| 13-7-2007                                                                | Bangkok                                                                  | Iraq                                                                     | 3 – 1                                                                    | Australia                                                                | Coppa d'Asia 2007 - 1º turno                                             | Mark Viduka                                                                | Cap: L. Neill                                                            |
| 16-7-2007                                                                | Bangkok                                                                  | Thailandia                                                               | 0 – 4                                                                    | Australia                                                                | Coppa d'Asia 2007 - 1º turno                                             | Michael Beauchamp 2 Mark Viduka Harry Kewell                               |                                                                          |
| 21-7-2007                                                                | Hanoi                                                                    | Giappone                                                                 | 1 – 1 dts (4 - 3 dtr)                                                    | Australia                                                                | Coppa d'Asia 2007 - Quarti di finale                                     | John Aloisi                                                                | Cap: L. Neill                                                            |
| 11-9-2007                                                                | Sydney                                                                   | Australia                                                                | 0 – 1                                                                    | Argentina                                                                | Amichevole                                                               | -                                                                          | Cap: L. Neill                                                            |
| 15-10-2018                                                               | Al Kuwait                                                                | Kuwait                                                                   | 0 – 4                                                                    | Australia                                                                | Amichevole                                                               | autorete Apostolos Giannou Tom Rogic Awer Mabil                            | Cap: M. Milligan                                                         |
| 17-11-2018                                                               | Brisbane                                                                 | Australia                                                                | 1 – 1                                                                    | Corea del Sud                                                            | Amichevole                                                               | Massimo Luongo                                                             | Cap: M. Milligan                                                         |
| 20-11-2018                                                               | Sydney                                                                   | Australia                                                                | 3 – 0                                                                    | Libano                                                                   | Amichevole                                                               | 2 Martin Boyle Mathew Leckie                                               | Cap: T. Sainsbury                                                        |
| 30-12-2018                                                               | Dubai                                                                    | Oman                                                                     | 0 – 5                                                                    | Australia                                                                | Amichevole                                                               | Andrew Nabbout Chris Ikonomidis Milos Degenek Jackson Irvine               | Cap: M. Milligan                                                         |
| 6-1-2019                                                                 | Al Ain                                                                   | Australia                                                                | 0 – 1                                                                    | Giordania                                                                | Coppa d'Asia 2019 - 1º turno                                             | -                                                                          | Cap: M. Milligan                                                         |
| 11-1-2019                                                                | Dubai                                                                    | Palestina                                                                | 0 – 3                                                                    | Australia                                                                | Coppa d'Asia 2019 - 1º turno                                             | Jamie Maclaren Awer Mabil Apostolos Giannou                                | Cap: M. Milligan                                                         |
| 15-1-2019                                                                | Al Ain                                                                   | Australia                                                                | 3 – 2                                                                    | Siria                                                                    | Coppa d'Asia 2019 - 1º turno                                             | Awer Mabil Chris Ikonomidis Tom Rogic                                      | Cap: M. Milligan                                                         |
| 21-1-2019                                                                | Al Ain                                                                   | Australia                                                                | 0 – 0 dts (4 - 2 dtr)                                                    | Uzbekistan                                                               | Coppa d'Asia 2019 - Ottavi di finale                                     | -                                                                          | Cap: M. Milligan                                                         |
| 25-1-2019                                                                | Al Ain                                                                   | Emirati Arabi Uniti                                                      | 1 – 0                                                                    | Australia                                                                | Coppa d'Asia 2019 - Quarti di finale                                     | -                                                                          | Cap: M. Milligan                                                         |
| 7-6-2019                                                                 | Busan                                                                    | Corea del Sud                                                            | 1 – 0                                                                    | Australia                                                                | Amichevole                                                               | -                                                                          | Cap: A. Behich                                                           |
| 10-9-2019                                                                | Al Kuwait                                                                | Kuwait                                                                   | 0 – 3                                                                    | Australia                                                                | Qual. Mondiali 2022                                                      | 2 Matthew Leckie Aaron Mooy                                                | Cap: M. Leckie                                                           |
| 10-10-2019                                                               | Canberra                                                                 | Australia                                                                | 5 – 0                                                                    | Nepal                                                                    | Qual. Mondiali 2022                                                      | 3 Jamie Maclaren 2 Harry Souttar                                           | Cap: M. Milligan                                                         |
| 15-10-2019                                                               | Taipei                                                                   | Taipei cinese                                                            | 1 – 7                                                                    | Australia                                                                | Qual. Mondiali 2022                                                      | 2 Adam Taggart 2 Jackson Irvine 2 Harry Souttar Jamie Maclaren             | Cap: M. Ryan                                                             |
| 14-11-2019                                                               | Amman                                                                    | Giordania                                                                | 0 – 1                                                                    | Australia                                                                | Qual. Mondiali 2022                                                      | Adam Taggart                                                               | Cap: M. Ryan                                                             |
| 3-6-2021                                                                 | Al Kuwait                                                                | Australia                                                                | 3 – 0                                                                    | Kuwait                                                                   | Qual. Mondiali 2022                                                      | Matthew Leckie Jackson Irvine Ajdin Hrustic                                | Cap: M. Leckie                                                           |
| 7-6-2021                                                                 | Al Kuwait                                                                | Australia                                                                | 5 – 1                                                                    | Taipei cinese                                                            | Qual. Mondiali 2022                                                      | Harry Souttar Jamie Maclaren (rig.) Trent Sainsbury 2 Mitchell Duke        | Cap: T. Sainsbury                                                        |
| 11-6-2021                                                                | Al Kuwait                                                                | Nepal                                                                    | 0 – 3                                                                    | Australia                                                                | Qual. Mondiali 2022                                                      | Matthew Leckie Fran Karacic Martin Boyle                                   | Cap: M. Leckie                                                           |
| 15-6-2021                                                                | Al Kuwait                                                                | Australia                                                                | 1 – 0                                                                    | Giordania                                                                | Qual. Mondiali 2022                                                      | Harry Souttar                                                              | Cap: M. Ryan                                                             |
| 2-9-2021                                                                 | Doha                                                                     | Australia                                                                | 3 – 0                                                                    | Cina                                                                     | Qual. Mondiali 2022                                                      | Awer Mabil Martin Boyle Mitchell Duke                                      | Cap: M. Ryan                                                             |
| 7-9-2021                                                                 | Hanoi                                                                    | Vietnam                                                                  | 0 – 1                                                                    | Australia                                                                | Qual. Mondiali 2022                                                      | Rhyan Grant                                                                | Cap: M. Ryan                                                             |
| 7-10-2021                                                                | Doha                                                                     | Australia                                                                | 3 – 1                                                                    | Oman                                                                     | Qual. Mondiali 2022                                                      | Awer Mabil Martin Boyle Mitchell Duke                                      | Cap: M. Ryan                                                             |
| 12-10-2021                                                               | Saitama                                                                  | Giappone                                                                 | 2 – 1                                                                    | Australia                                                                | Qual. Mondiali 2022                                                      | Ajdin Hrustic                                                              | Cap: M. Ryan                                                             |
| 11-11-2021                                                               | Parramatta                                                               | Australia                                                                | 0 – 0                                                                    | Arabia Saudita                                                           | Qual. Mondiali 2022                                                      | -                                                                          | Cap: M. Ryan                                                             |
| 16-11-2021                                                               | Sharjah                                                                  | Cina                                                                     | 1 – 1                                                                    | Australia                                                                | Qual. Mondiali 2022                                                      | Mitchell Duke                                                              | Cap: M. Ryan                                                             |
| 27-1-2022                                                                | Melbourne                                                                | Australia                                                                | 4 – 0                                                                    | Vietnam                                                                  | Qual. Mondiali 2022                                                      | Jamie Maclaren Tom Rogic Craig Goodwin Riley McGree                        | Cap: M. Ryan                                                             |
| 1-2-2022                                                                 | Muscat                                                                   | Oman                                                                     | 2 – 2                                                                    | Australia                                                                | Qual. Mondiali 2022                                                      | Jamie Maclaren (rig.) Aaron Mooy                                           | Cap: M. Ryan                                                             |
| 24-3-2022                                                                | Sydney                                                                   | Australia                                                                | 0 – 2                                                                    | Giappone                                                                 | Qual. Mondiali 2022                                                      | -                                                                          | Cap: M. Ryan                                                             |
| 29-3-2022                                                                | Jeddah                                                                   | Arabia Saudita                                                           | 1 – 0                                                                    | Australia                                                                | Qual. Mondiali 2022                                                      | -                                                                          | Cap: M. Ryan                                                             |
| 1-6-2022                                                                 | Al Wakrah                                                                | Australia                                                                | 2 – 1                                                                    | Giordania                                                                | Amichevole                                                               | Bailey Wright Awer Mabil                                                   | Cap: M. Ryan                                                             |
| 7-6-2022                                                                 | Al Rayyan                                                                | Emirati Arabi Uniti                                                      | 1 – 2                                                                    | Australia                                                                | Qual. Mondiali 2022                                                      | Jackson Irvine Ajdin Hrustic                                               | Cap: M. Ryan                                                             |
| 13-6-2022                                                                | Al Rayyan                                                                | Australia                                                                | 0 – 0 dts (5 - 4 dtr)                                                    | Perù                                                                     | Qual. Mondiali 2022                                                      | -                                                                          | Cap: M. Ryan                                                             |
| 22-9-2022                                                                | Brisbane                                                                 | Australia                                                                | 1 – 0                                                                    | Nuova Zelanda                                                            | Amichevole                                                               | Awer Mabil                                                                 | Cap: M. Ryan                                                             |
| 25-9-2022                                                                | Auckland                                                                 | Nuova Zelanda                                                            | 0 – 2                                                                    | Australia                                                                | Amichevole                                                               | Mitchell Duke Jason Cummings (rig.)                                        | Cap: M. Leckie                                                           |
| 22-11-2022                                                               | Al Wakrah                                                                | Francia                                                                  | 4 – 1                                                                    | Australia                                                                | Mondiali 2022 - 1º turno                                                 | Craig Goodwin                                                              | Cap: M. Ryan                                                             |
| 26-11-2022                                                               | Al Wakrah                                                                | Tunisia                                                                  | 0 – 1                                                                    | Australia                                                                | Mondiali 2022 - 1º turno                                                 | Mitchell Duke                                                              | Cap: M.Ryan                                                              |
| 30-11-2022                                                               | Al Wakrah                                                                | Australia                                                                | 1 – 0                                                                    | Danimarca                                                                | Mondiali 2022 - 1º turno                                                 | Mathew Leckie                                                              | Cap: M. Ryan                                                             |
| 3-12-2022                                                                | Al Rayyan                                                                | Argentina                                                                | 2 – 1                                                                    | Australia                                                                | Mondiali 2022 - Ottavi di finale                                         | autorete                                                                   | Cap: M.Ryan                                                              |
| 24-3-2023                                                                | Sydney                                                                   | Australia                                                                | 3 – 1                                                                    | Ecuador                                                                  | Amichevole                                                               | Jackson Irvine Awer Mabil Garang Kuol                                      | Cap: M. Ryan                                                             |
| 28-3-2023                                                                | Melbourne                                                                | Australia                                                                | 1 – 2                                                                    | Ecuador                                                                  | Amichevole                                                               | Brandon Borrello                                                           | Cap: M. Ryan                                                             |
| 15-6-2023                                                                | Pechino                                                                  | Argentina                                                                | 2 – 0                                                                    | Australia                                                                | Amichevole                                                               |                                                                            | Cap: M. Ryan                                                             |
| 9-9-2023                                                                 | Arlington                                                                | Messico                                                                  | 2 – 2                                                                    | Australia                                                                | Amichevole                                                               | 2 Harry Souttar                                                            | Cap: M. Ryan                                                             |
| 13-10-2023                                                               | Londra                                                                   | Inghilterra                                                              | 1 – 0                                                                    | Australia                                                                | Amichevole                                                               |                                                                            | Cap: M. Ryan                                                             |
| 17-10-2023                                                               | Londra                                                                   | Australia                                                                | 2 – 0                                                                    | Nuova Zelanda                                                            | Amichevole                                                               | Harry Souttar Jackson Irvine                                               | Cap: M. Ryan                                                             |
| 16-11-2023                                                               | Melbourne                                                                | Australia                                                                | 7 – 0                                                                    | Bangladesh                                                               | Qual. Mondiali 2026                                                      | Harry Souttar Brandon Borrello 2 Mitchell Duke 3 Jamie Maclaren            | Cap: M. Ryan                                                             |
| 21-11-2023                                                               | Melbourne                                                                | Palestina                                                                | 0 – 1                                                                    | Australia                                                                | Qual. Mondiali 2026                                                      | Harry Souttar                                                              | Cap: M. Ryan                                                             |
| 6-1-2024                                                                 | Abu Dhabi                                                                | Bahrein                                                                  | 0 – 2                                                                    | Australia                                                                | Amichevole                                                               | autorete Mitchell Duke                                                     | Cap: J. Irvine                                                           |
| 13-1-2024                                                                | Al Rayyan                                                                | Australia                                                                | 2 – 0                                                                    | India                                                                    | Coppa d'Asia 2023 - 1º turno                                             | Jackson Irvine Jordan Bos                                                  | Cap: M. Ryan                                                             |
| 18-1-2024                                                                | Doha                                                                     | Siria                                                                    | 0 – 1                                                                    | Australia                                                                | Coppa d'Asia 2023 - 1º turno                                             | Jackson Irvine                                                             | Cap: M. Ryan                                                             |
| 23-1-2024                                                                | Al Wakrah                                                                | Australia                                                                | 1 – 1                                                                    | Uzbekistan                                                               | Coppa d'Asia 2023 - 1º turno                                             | Martin Boyle (rig.)                                                        | Cap: M. Ryan                                                             |
| 28-1-2024                                                                | Doha                                                                     | Australia                                                                | 4 – 0                                                                    | Indonesia                                                                | Coppa d'Asia 2023 - Ottavi di finale                                     | autorete Martin Boyle Craig Goodwin Harry Souttar                          | Cap: M. Ryan                                                             |
| 2-2-2024                                                                 | Al Wakrah                                                                | Australia                                                                | 1 – 2 dts                                                                | Corea del Sud                                                            | Coppa d'Asia 2023 - Quarti di finale                                     | Craig Goodwin                                                              | Cap: M. Ryan                                                             |
| 21-3-2024                                                                | Parramatta                                                               | Australia                                                                | 2 – 0                                                                    | Libano                                                                   | Qual. Mondiali 2026                                                      | Keanu Baccus Kye Rowles                                                    | Cap: M. Ryan                                                             |
| 26-3-2024                                                                | Canberra                                                                 | Libano                                                                   | 0 – 5                                                                    | Australia                                                                | Qual. Mondiali 2026                                                      | Kusini Yengi autorete 2 Craig Goodwin John Iredale                         | Cap: M. Ryan                                                             |
| 6-6-2024                                                                 | Dacca                                                                    | Bangladesh                                                               | 0 – 2                                                                    | Australia                                                                | Qual. Mondiali 2026                                                      | Ajdin Hrustic Kusini Yengi                                                 | Cap: J. Irvine                                                           |
| 11-6-2024                                                                | Perth                                                                    | Australia                                                                | 5 – 0                                                                    | Palestina                                                                | Qual. Mondiali 2026                                                      | 2 Kusini Yengi (1 rig.) Adam Taggart Martin Boyle Nestory Irankunda (rig.) | Cap: J. Irvine                                                           |
| 5-9-2024                                                                 | Gold Coast                                                               | Australia                                                                | 0 – 1                                                                    | Bahrein                                                                  | Qual. Mondiali 2026                                                      | -                                                                          | Cap: M. Ryan                                                             |
| 10-9-2024                                                                | Giacarta                                                                 | Indonesia                                                                | 0 – 0                                                                    | Australia                                                                | Qual. Mondiali 2026                                                      | -                                                                          | Cap: M. Ryan                                                             |
| Totale                                                                   |                                                                          | Presenze                                                                 | 65                                                                       |                                                                          | Reti                                                                     | 129                                                                        |                                                                          |

## Palmarès

### Allenatore

#### Competizioni nazionali
- Campionato australiano: 2

Central Coast Mariners: 2012-2013
Sydney FC: 2016-2017
- Premier's Plate: 2

Sydney FC: 2016-2017, 2017-2018
- FFA Cup: 1

Sydney FC: 2017